# .jobs
.jobsはスポンサー付きトップレベルドメイン（sTLD）の一つ。新しいトップレベルドメイン第二弾のひとつとして、2004年に申請され、2005年4月8日にICANNの承認を得た。このドメインは、仕事関連のサイトに使用を限定されている。2005年9月にルートに入り、2005年後半に登録の受付が開始された。
このドメインは、会社や組織が.jobsドメインで団体名をいくつかの形で登録し、求人するために利用することを意図されている。たとえば、asda.jobsは、イギリスの食料雑貨業のASDAの求人情報を提供するサイトである。
.jobsドメインの登録のルールは、資格の無いものが不正にドメインを取得することを防ぐようにできている。そのため、.comやその他多くのトップレベルドメインとは違い、リアルタイムでの登録はできない。